# اصل عدم
اصل عدم این است که همه چیز از عدم به وجود و از نیستی به هستی آمده‌است. برای اثبات عدم، نیازی به دلیل نیست (البته بعضی استناد کرده‌اند که برای عدم یک شیء نیز می‌توان دلیل اقامه کرد؛ بدین بیان که هرگاه شخصی که متهم به سرقت مسلحانه در زمان و مکان معینی می‌باشد. می‌تواند برای دفع اتهام خود ثابت نماید که در زمان وقوع جرم در مکان دیگری حضور داشته؛ مثلاً در زمان وقوع جرم در خارج از کشور بوده‌است) و اثبات وجود است که محتاج دلیل می‌باشد. این مطلبی روشن و حکمی عقلی است و آن را بدین نحو خلاصه کرده‌اند که:
اصل، عدم چیزی است تا وجودش ثابت شود.

## عدم در لغت
عدم در لغت به معنای نیستی و فقدان است. عدم  به معنی نبودن، نداشتن هم است، عدم متضاد وجود است‌

## تفاوت اصل عدم بااصل برائت
شباهت بین این دو اصل به‌قدری است که توهم می‌رود که اینها اصل واحد و دارای مفهوم واحدی می‌باشند؛ زیرا این مطلب که: «اصل، عدم چیزی است تا وجودش ثابت شود» شبیه آن است که بگوییم: اصل برائتِ ذمه متهم است تا اینکه وجود آن ثابت شود؛ ولیکن با کمی دقت و تأمل، توهم یکی بودن آنها از بین می‌رود. قاعدهٔ «البینة علی المدعی و الیمین علی من أنکر» مبتنی بر همین اصل قانون مدنی مقتبس از همین قاعدهٔ حقوق اسلامی است که می‌گوید: «هرکس مدعی حقی است، باید آن را اثبات کند».